# XYZ School
XYZ School — российская школа онлайн-образования в сфере геймдев, образованная в 2016 году. Лауреат Премии Рунета (2020).

## История
Онлайн-школа XYZ School была основана в 2016 году Игорем Дятловым
В 2020 году компанией был запущен проект XYZ Media (портал, состоящий из статей и роликов про создание игр и фильмов, а также всевозможные их особенности).
Выручка XYZ School согласно EDTechs (Рейтинга крупнейших компаний на рынке онлайн образования) за второй квартал 2021 года составила 76,8 млн рублей.
В середине 2021 года онлайн-школа XYZ School стала резидентом Фонда Сколково.

## Курсы
Примеры курсов XYZ School:
- Styl (разработка стилизованных персонажей)
- Draft Punk (полный цикл разработки 3D-модели для игр)
- Hard Surface (моделирование 3D-концептов Sci-Fi ассетов)
- Outblock (проектирование игровых уровней)[6].

## Скандал с XYZ
В 2021 года студенты публично написали о срыве срока по проведению лекций по курсу GameCode (должен был закончиться в марте 2021 года), а также о неподготовленном материале по этому курсу.
В связи с этим компания принесла извинения и 25 мая 2021 года создала лэндинг для отчёта о проделанной работе по курсу GameCode. К 31 июлю 2021 года согласно отчёту обучающий курс был завершён и опубликован на обучающей платформе.